# Hans-Walter Georgii

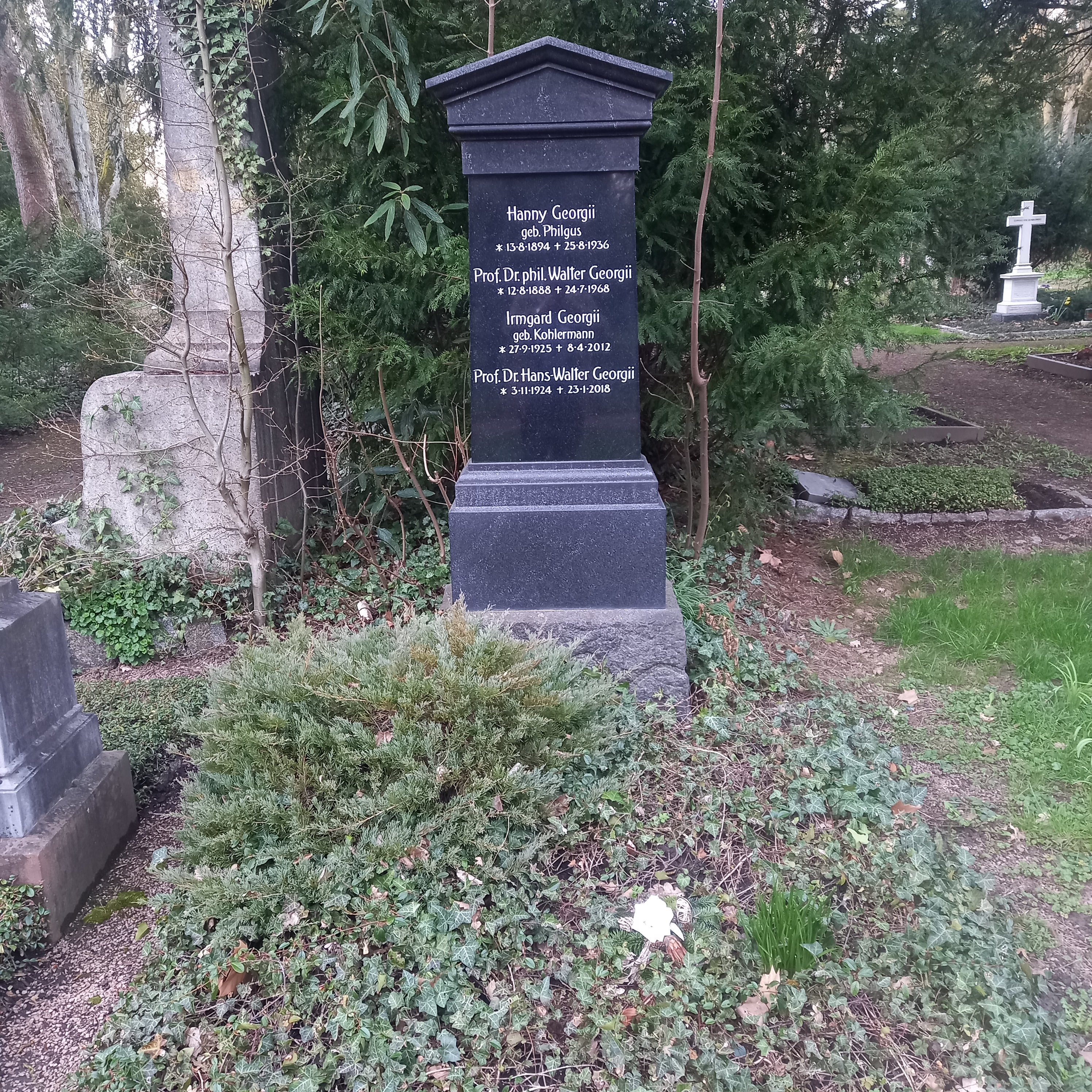
Das Grab von Hans-Walter Georgii und seiner Ehefrau Irmgard geborene Kohlermann im Familiengrab auf dem Hauptfriedhof (Frankfurt am Main)

Hans-Walter Georgii (* 3. November 1924 in Frankfurt am Main; † 23. Januar 2018 in Bad Homburg) war ein deutscher Meteorologe.

## Leben
Hans-Walter Georgiis Vater Walter Georgii war der Leiter des Frankfurter Wetterdienstes. Hans-Walter Georgii machte sein Abitur und wurde 1942 zur Luftwaffe einberufen. Nach seiner Entlassung aus britischer Kriegsgefangenschaft studierte er ab 1948 in München und in Frankfurt Meteorologie, Physik und Physikalische Chemie. Nach einem Semester bei seinem Vater an der Universidad de Mendoza, Argentinien, wurde er 1953 in Frankfurt promoviert, wurde 1958 Assistent und habilitierte sich 1959. 1964 übernahm Georgii eine Stelle als Wissenschaftlicher Rat und Professor an der Universität Münster, 1965 wurde er auf den Lehrstuhl für Meteorologie an der Universität zu Köln berufen. Zwei Monate später folgte er dem Ruf auf den Lehrstuhl für Physik der Atmosphäre an der Universität Frankfurt. Georgi war viele Jahre Haushaltsbeauftragter der Naturwissenschaftlichen Fakultät und 1974/1975 Dekan des Fachbereichs Geowissenschaften. 1993 wurde Georgii emeritiert. 
Von etwa 1965 bis 1990 war Georgii zudem Wissenschaftlicher Leiter der „Klimaphysiologischen Station“ der Bernhard-Stiftung in St. Moritz in der Schweiz. 
Georgii forschte anwendungsorientiert zum Schwefeldioxid-Smog, zum Ferntransport von Luftverunreinigungen, der Säure- und Schwermetall-Deposition, Waldschäden und Sommersmog. 1968 gründete er mit den Mainzer Forschern Christian Junge und Kurt Bullrich den von der DFG geförderten Sonderforschungsbereich 73 „Atmosphärische Spurenstoffe“.
Georgii war von 1985 bis 1988 Vorsitzender der Deutschen Meteorologischen Gesellschaft und wurde 1997 deren Ehrenmitglied. Er war Mitglied der Deutschen Akademie der Naturforscher Leopoldina und Fellow der American Association for the Advancement of Science.